# Allons tuer Sartana
Pour plus de détails, voir Fiche technique et Distribution.
Allons tuer Sartana (Vamos a matar Sartana) est un western spaghetti hispano-italien sorti en 1971, réalisé par George Martin et Mario Pinzauti.

## Synopsis
Le jeune Nebraska Clay s'évade de prison après avoir été incarcéré injustement. Il part à la recherche d'un trésor.

## Fiche technique
- Titre français : Allons tuer Sartana[1]
- Titre original : Vamos a matar Sartana
- Genre : western spaghetti
- Réalisation : George Martin et Mario Pinzauti
- Scénario : Rafael Marina et Marco Masi
- Musique : José Espeita (sous le pseudo de Pat Bodie)
- Production : Marco Claudio pour ABC Cinematográfica, Marco Claudia Cinematografica
- Photographie : Jaime Deu Casas et Giovanni Raffaldi
- Montage : Ramón Quadreny
- Durée : 88 minutes
- Pays de production :  Italie,  Espagne
- Année de sortie : 1971
- Distribution en Italie : Indipendenti Regionali
- Date de sortie en salle en France : 26 juillet 1972[1]

## Distribution
- George Martin : Nebraska Clay
- Gordon Mitchell : Greg "The Crazy Person"
- Isarco Ravaioli : shérif Chet Hammer
- Virginia Rodin : Lena
- Monica Taber : Carol
- Manuel Muñiz (sous le pseudo de Pajarito) : vieil homme
- Raúl Aparici
- Sergio Aparici
- Fernando Bilbao
- Frank Braña
- Robert Danish
- Juan Fairen
- Dick Foster
- Cris Huerta
- Daniel Martín
- Manuel Ortíz
- Mercedes Rivas
- Claudio Trionfi